# General Guido (partido)
Pour les articles homonymes, voir General Guido.
General Guido est un partido de la province de Buenos Aires fondé en 1839 dont la capitale est General Guido.